# Affinity Designer
Affinity Designer ist ein Grafik- und Zeichenprogramm des britischen Softwareherstellers Serif zur Erstellung und Bearbeitung von vektorbasierten Grafiken. Neben Affinity Photo und Affinity Publisher handelt es sich um den dritten Bestandteil der Affinity-Produktfamilie.

## Geschichte
Das Softwareunternehmen Serif stellte 2016 die Weiterentwicklung seiner bisherigen grafischen Software (seit 1991 PagePlus, seit 1994 DrawPlus und seit 1999 PhotoPlus) zugunsten der Affinity-Reihe ein. Offensichtlich wurde mit der Abwendung Adobes vom Softwareverkauf und deren Wechsel von der Creative Suite zur Creative Cloud erkannt, dass am Markt Bedarf an einer Alternative besteht. Ab 2014 wurden Affinity Photo und Affinity Designer zuerst für macOS entwickelt, 2016 kamen Versionen für Windows hinzu. Im Juli 2018 ist Affinity Designer für das iPad erschienen.
Serif gewann 2015 für den Affinity Designer den Apple Design Award.
2017 veröffentlichte Serif das 448-seitige Affinity Designer Workbook, das den Umgang mit der Software lehren soll.
Am 9. November 2022 wurde die Version 2 der Software veröffentlicht, die der Software neue Funktionen wie Verzerrung von Vektorgruppen und das freie Konstruieren und Kombinieren von Formen hinzufügte.

### Logo

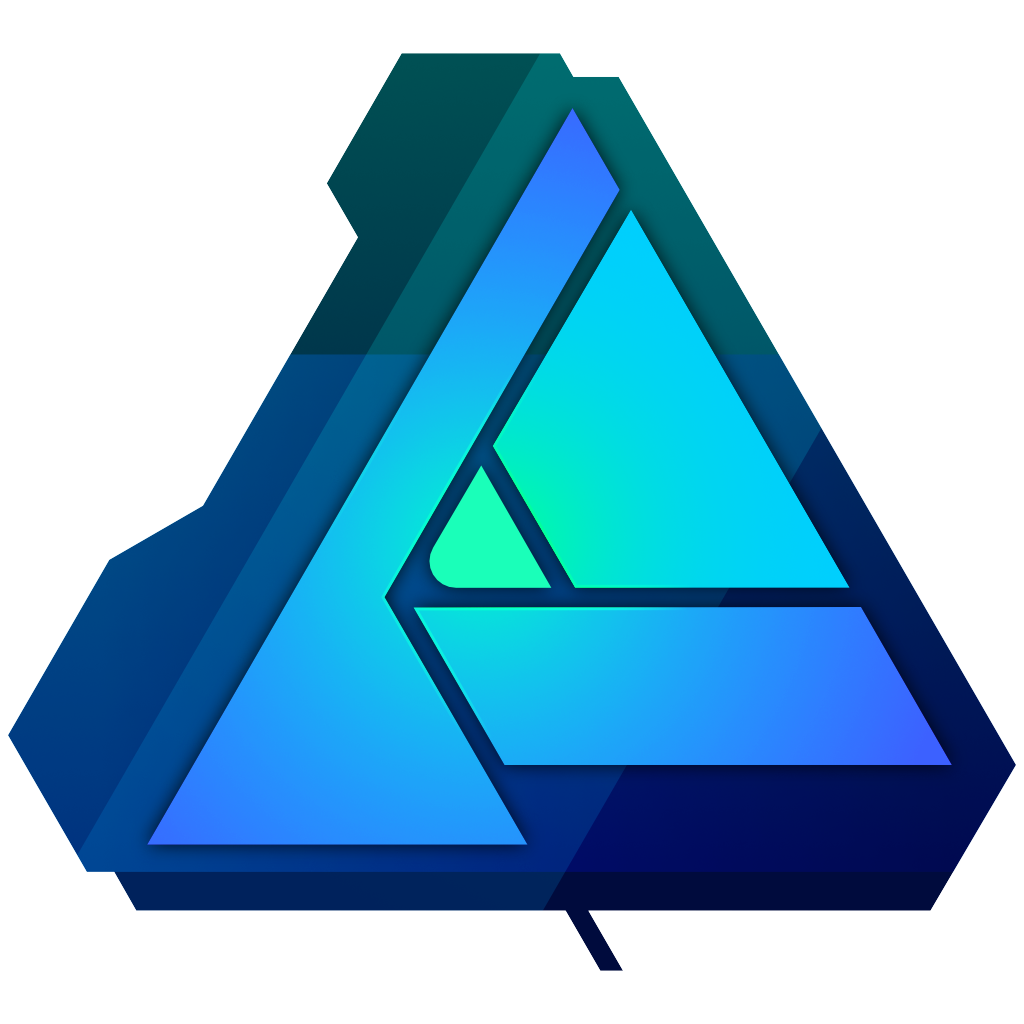
Logo bis Mai 2019
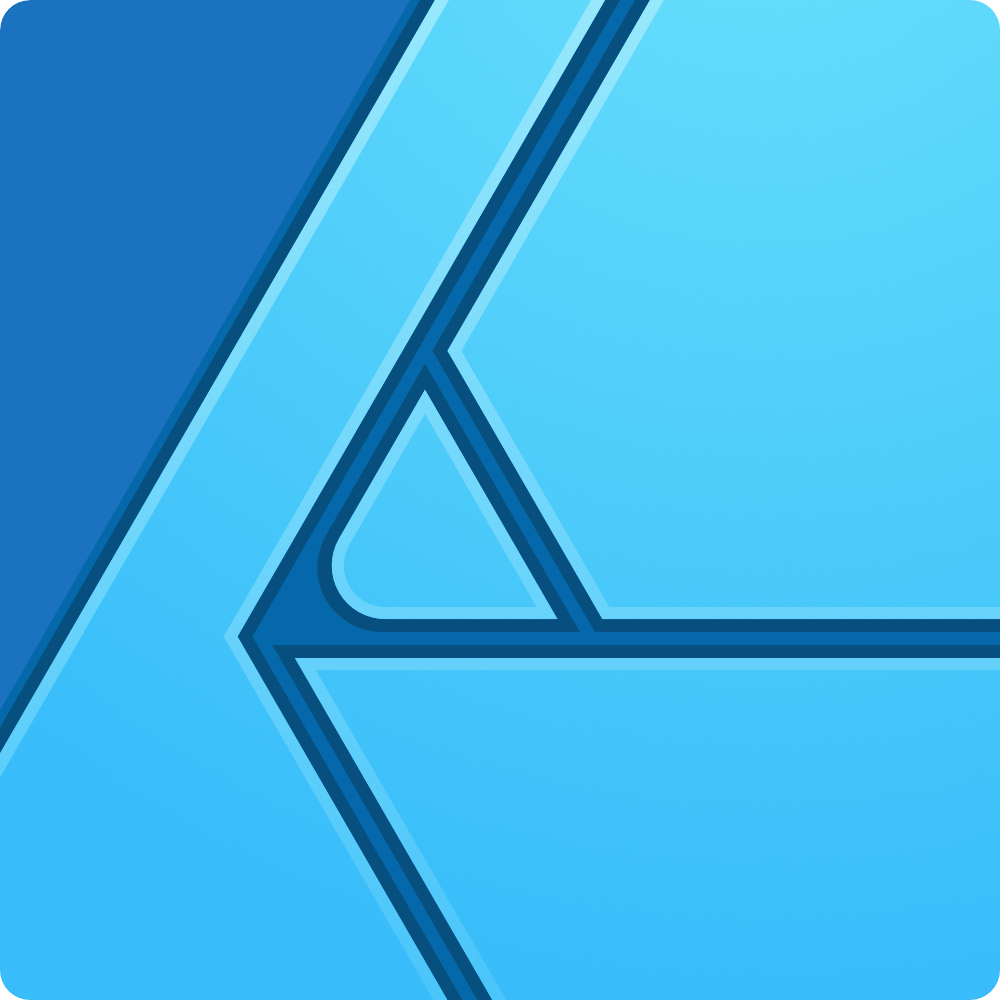
Logo ab Juni 2019
Logo ab November 2022 (Affinity Designer V2)

## Beschreibung
Aufbau und Grundfunktionen sind ähnlich wie bei dem Konkurrenzprogramm Adobe Illustrator. Die Farbräume RGB, CMYK und Lab werden unterstützt. Beide öffnen Standarddateitypen wie PSD sowie PNG und interpretieren eingebettete ICC-Farbprofile. Affinity Designer kann mit Pantone-Schmuckfarben und den Dateiformaten SVG, EPS und PDF/X umgehen.

## Versionsgeschichte
| Legende: | Ältere Version; nicht mehr unterstützt | Ältere Version; noch unterstützt | Aktuelle Version | Aktuelle Vorabversion | Zukünftige Version |

| Version | Veröffentlichung   | Neuerungen |
| ------- | ------------------ | --- |
| 1.0     | 2. Oktober 2014    | Erste Programmversion, unterstützt nur MacOS als Betriebssystem. Rabattierter Erstpreis 35,99 € |
| 1.1     | 2014               | Unterstützung für OS X Yosemite sowie die 5K-Bildschirme der neuen iMacs. |
| 1.2     | 2. April 2015      | Textpfade: Texte laufen an Pfaden entlang |
| 1.3     | 2015               | Verbesserungen beim Vektorexport |
| 1.4     | 9. Dezember 2015   | Funktion zum Erstellen mehrerer Zeichenflächen innerhalb eines Dokuments, sogenannter ArtBoards und neue professionelle Druckoptionen. |
| 1.5     | 6. Oktober 2016    | - Symbole: Mithilfe dieser Funktion kann ein Objekt als Symbol gespeichert werden und beliebig oft eingesetzt werden. Bei Ändern des Symbols ändern sich alle seine Instanzen. - Textstile: Festlegung von bestimmten Texteigenschaften, die dann beliebig oft angewandt und aktualisiert werden können. - Assets: Speicherung bestimmter Elemente, die dann in verschiedenen Dokumenten eingefügt werden können. - Beschränkungsgruppen: Eine Funktion, die es bei transformieren eines Containers ermöglicht, die Objekte in diesem Container auf eine bestimmte, festgelegte Weise mitzutransformieren.                                             |
| 1.6     | 2. November 2017   | - Verbesserte Performance - Neuer Strichstabilisator für Stift- und Pinselwerkzeuge |
| 1.7     | 6. Juni 2019       | GPU-beschleunigte Berechnung und überarbeitete Speicherverwaltung |
| 1.8     | 26. Februar 2020   | IDML- und XLSX-Import und Unterstützung für Dokumentvorlagen (Dateiendung .aftemplate) |
| 1.9     | 4. Februar 2021    | Automatisches Auswählen mehrerer Objekte anhand ihrer Attribute, Speichern von Dokumenten samt ihrer verknüpften Dokumenten in Paketen |
| 1.10    | 5. August 2021     | Verbesserte Rendering-Engine |
| 2.0     | 9. November 2022   | Neue Version, die beim Kauf der Version 1 nicht inkludiert ist. - Vektorverzerrung: Verlustfreies Verzerren von Vektorebenen - Formkonstrukteur: Freies Erschaffen neuer Formen, indem aus mehreren Formen beliebige Teilflächen kombiniert werden können - Messer: Schneiden von Formen und Texten in unabhängig verschiebbare Teile - Maß- und Flächenwerkzeug zum Ausmessen von Flächen und Längen innerhalb eines Dokuments, auch mit Maßstabsumrechnung - Möglichkeit zum Importieren von DXF- und DWG-Dateien - Stilpipette: Übertragen von Text- und Objektformaten per Drag and Drop, ähnlich der Format-Übertragen-Funktion in Microsoft Word |
| 2.1     | 28. Mai 2023       | Verbesserung von Strichlinienkonturen und Werkzeug Vektorbereich füllen |
| 2.2     | 19. September 2023 | Verschieben von Objekten um bestimmte Abstände per Tasteneingabe mit der Möglichkeit, das Objekt in regelmäßigen Abständen zu duplizieren und somit Muster zu erstellen |
| 2.3     | 30. November 2023  | Spiralenwerkzeug sowie die Möglichkeit, zusätzlich zum normalen Raster ein Pixelraster anzeigen zu lassen und zu konfigurieren |
| 2.4     | 28. Februar 2024   | Stati zum Speichern und schnellen Abruf der Sichtbarkeit aller Ebenen und Export von DWG- und DXF-Dateien |
| 2.5     | 23. Mai 2024       | - Unterstützung variabler Schriftarten - Konturbreite-Werkzeug zum Einstellen von Konturbreiten an jedem Knoten einer Kurve - Erweiterungen des Bleistift-Werkzeugs |

## Unterstützte Dateiformate
| Von Affinity Designer unterstützte Dateiformate | Von Affinity Designer unterstützte Dateiformate       |
| ----------------------------------------------- | ----------------------------------------------------- |
| Vektor-Grafik:                                  | EPS, PDF, SVG, WMF                                    |
| Raster-Grafik:                                  | GIF, JPEG (XL¹), PNG, PSD, TGA, TIFF, HDR, EXR, WebP¹ |
| ¹ Seit Version 2.0                              |                                                       |